# Аугул, Альфред Иванович
Альфред Иванович Аугул (1898—1938) — деятель советских спецслужб, бригадный комиссар (1935). Расстрелян в 1938 году, реабилитирован посмертно в 1956 году.

## Биография
Родился в 1898 году в Лифляндской губернии Российской империи в семье рабочего. По национальности латыш.
В 1915 году окончил Рижское реальное училище. С 1916 года жил в Петрограде, работал на заводе и преподавал в Петроградском реальном училище. С 1917 года являлся членом РСДРП(б), участник Февральской и Октябрьской революций, работал в редакции латышской большевистской газеты «Пролетариата циня» («Борьба пролетариата»). С 1918 года работал в Москве техническим работником ВСНХ.
С 1918 года в РККА в составе 12-й стрелковой дивизии участник Гражданской войны на Южном фронте. С 1920 года участник Советско-польской войны.
С 1921 года в войсках ВЧК при СНК РСФСР—ГПУ при НКВД РСФСР—ОГПУ при СНК СССР и НКВД СССР — начальник Политических отделов пограничной охраны и войск ОГПУ Ленинградского, Украинского, Закавказского и Северо-Кавказского округов.
С 1931 года на командно-оперативной работе: с 1932 года заместитель начальника Управления пограничной охраны и войск ОГПУ Северо-Кавказского края, с 1935 года начальник Командного отдела ГУПВО НКВД СССР, член КПК при ЦК ВКП(б).
В 1937 году уволен в запас.
Арестован 20 декабря 1937 года по обвинению «в участии в контрреволюционной террористической организации». Внесен в список «Москва-центр» от 20.8.1938 г. по 1-й категории (список №3 «Бывш. сотрудники НКВД»); «за» Сталин и Молотов. 25 августа 1938 года формальным приговором ВКВС СССР приговорён к ВМН — расстрелу. Расстрелян в тот же день. Место захоронения — спецобъект НКВД "Коммунарка". Реабилитирован посмертно ВКВС СССР 5 мая 1956 года.

## Награды
- Орден Красной Звезды (1936 г.[4])
- «Почётный знак ВЧК-ГПУ» (1932 г.[5])

## Архивы
- ГАРФ: ф. 7523, оп. 44, д. 10, л. 88-96.